# 王子直
王 子直（おう しちょく、生没年不詳）は、北魏から北周にかけての官僚・軍人。字は孝正。本貫は京兆郡杜陵県。

## 経歴
雍州主簿・東雍州長史の王琳の子として生まれた。正光年間、雍州に主簿として召し出され、奉朝請を初任とした。太尉府水曹行参軍に任じられ、明威将軍の号を加えられた。525年（孝昌元年）、臨淮王元彧が徐州を攻撃すると、子直は本官のまま元彧の参軍をつとめた。南朝梁の軍と戦って、その軍主の夏侯景超を斬り、梁軍を撃退した。兵乱の後で淮南の民心が安定せず、反乱が続発したため、子直は元彧の命を受けて反乱勢力を招撫し、わずかな期間のうちに合肥以北を帰順させた。528年（永安元年）、員外散騎常侍・鴻臚少卿に任じられた。531年（普泰元年）、後軍将軍・太中大夫の位に進められた。賀抜岳が関中に入ると、子直はその下で開府主簿をつとめ、行台郎中に転じた。534年（永熙3年）、孝武帝が関中に入ると、子直は山北県男に封じられた。
535年（大統元年）、漢熾の屠各が南山で起兵し、隴東の屠各と連係した。子直は宇文泰の命を受けて涇州の兵5000を率いて反乱軍を撃破し、南山を平定した。尚書左外兵郎中に任じられた。537年（大統3年）、車騎将軍に進められ、中書舎人を兼ねた。538年（大統4年）、宇文泰に従って東魏による洛陽の包囲を解かせ、河橋の戦いに参戦した。尚書左丞を兼ね、秦州総管府司馬として出向した。546年（大統12年）、涼州刺史の宇文仲和が涼州に拠って叛くと、子直は隴右大都督の独孤信に従ってこの反乱を鎮圧した。入朝して大行台郎中となり、丞相府記室を兼ねた。吐谷渾が西平を攻撃すると、子直は尚書兵部郎中を兼ね、隴右に出兵した。吐谷渾の軍を長寧川で撃破し、敗走させた。549年（大統15年）、車騎将軍・左光禄大夫の位に進められ、太子中庶子に任じられ、斉王元廓の友を兼ねた。ほどなく行馮翊郡事となった。550年（大統16年）、斉王元廓が秦隴二州牧として出向すると、子直は王友を兼ねたまま秦州別駕となった。随郡と安陸郡が平定されると、子直は安州長史に任じられ、別駕を兼ね、帥都督の位を加えられた。并州長史に転じた。
552年（廃帝元年）、使持節・大都督に任じられ、行瓜州事をつとめた。554年（恭帝元年）、長安に召還されて黄門侍郎に任じられた。在官のまま死去した。
子の王宣礼は柱国府参軍事となった。

## 伝記資料
- 『周書』巻39 列伝第31
- 『北史』巻70 列伝第58